# Valgjärve
Valgjärve – wieś w Estonii, w prowincji Põlva, w gminie Valgjärve.